# Isidella
Genre
Isidella est un genre de gorgones de la famille des Isididae.

## Liste des espèces
Selon World Register of Marine Species (17 janvier 2018) :
- Isidella elongata (Esper, 1788)
- Isidella lofotensis Sars, 1868
- Isidella longiflora (Verrill, 1883)
- Isidella tentaculum Etnoyer, 2008
- Isidella trichotoma Bayer, 1990

et décrite depuis :
- Isidella tenuis Cairns, 2018

## Publication originale
- Gray, 1857 : Synopsis of the families and genera of axiferous Zoophytes or barked corals. Proceedings of the Zoological Society of London, vol. 1857, p. 278–294.